# Le Jeu de l'oie
 (novembre 2018).
Si vous disposez d'ouvrages ou d'articles de référence ou si vous connaissez des sites web de qualité traitant du thème abordé ici, merci de compléter l'article en donnant les références utiles à sa vérifiabilité et en les liant à la section « Notes et références ».
Pour l’article homonyme, voir Jeu de l'oie.
Albums de Louis Chedid
Nous sommes des clowns
(1974) Ver de terre
(1976)
Le Jeu de l'oie est le troisième album de Louis Chedid publié en 1976 chez CBS Records.

## Liste des pistes
Toutes les chansons sont écrites et composées par Louis Chedid.
| No  | Titre                | Durée |
| --- | -------------------- | ----- |
| 1.  | Vive nous            | 3:25  |
| 2.  | Madame la fee        | 2:40  |
| 3.  | King kong            | 2:02  |
| 4.  | Y a pas loin         | 4:00  |
| 5.  | Bebe arrreuhhh       | 2:43  |
| 6.  | La fille que j’aime  | 3:15  |
| 7.  | Saint-Pierre         | 3:16  |
| 8.  | Le fou heureux       | 3:15  |
| 9.  | Jackpote             | 2:36  |
| 10. | En 24 images/seconde | 4:20  |

## Crédits
- Jean-Pierre Pouret : guitare, basse
- Doudou : batterie
- L. Bertin : piano, piano Fender
- Michel Buzzi : guitare acoustique (chansons 3 et 4)
- Michel Bonnecarrère : chœur, kazoo (chansons 1, 3 et 10)
- Gérard Lopez et Bruno : synthétiseur (chansons 2 et 5)
- Louis Chedid : autres instruments, chœur, arrangements, production
- Enregistré au Studio de Milan par Jean-Paul Malek